# Vlag van Senegal
De vlag van Senegal is gebaseerd op de vlag van de Federatie van Mali, een federatie van Mali en Senegal (1959-1960). Deze vlag bestond uit dezelfde groen-geel-rode driekleur als de huidige vlag van Senegal, maar had in plaats van een groene ster een zwart kanaga-symbool in het midden van de gele baan (zie hieronder). De vlag van Senegal werd aangenomen op de dag dat het land onafhankelijk werd, 20 augustus 1960.
Rood herinnert aan de strijd voor onafhankelijkheid, symboliseert het bloed dat vergoten werd tijdens het koloniale tijdperk en staat voor socialisme. Geel staat voor bloeiende landschappen en is een teken van de rijkdom die voortkomt uit collectieve arbeid. Groen symboliseert hoop op een goede toekomst en vooruitgang en staat ook voor de drie grootste religieuze groepen in de staat (moslims, christenen, traditionalisten). De kleuren van de vlag zijn niet alleen de typische Pan-Afrikaanse kleuren, maar symboliseren ook de 3 politieke partijen die de Union Progressiste Sénégalaisé vormden. Groen voor de Bloc Démocratique Sénégalais, Geel voor de Mouvement Populaire Sénégalais en rood voor de Parti Sénégalais d'Action Sociale.

## Geschiedenis
De nationale vlag stamt uit de tijd dat Senegal en Frans-Soedan begin 1959 de zogenaamde Mali-federatie vormden. In die tijd stond op de gele streep een gestileerde zwarte menselijke figuur, het Kanaga-symbool. Toen Senegal deze federatie verliet en een republiek werd, werd de menselijke figuur vervangen door een groene vrijheidsster. De nationale vlag van Mali is nog steeds de driekleur zonder symbolen in de gele streep. De gestreepte vlag is duidelijk geïnspireerd op de Franse driekleur en gebruikt de Pan-Afrikaanse kleuren om de band met Ghana en Guinee uit te drukken, waarvan de vlaggen een andere rangschikking van de kleuren van de driekleur gebruiken. De kleuren van de vlag werden echter al gebruikt in de Senegalese partijvlaggen.

? Vlag van Senegal voor de onafhankelijkheid, ook wel Frans-Senegal (1958-1959)
? Vlag van de Mali Federatie (1959-1960)